# Adam Wicheard
Adam Wicheard (ur. 23 sierpnia 1985 w Bath, hr. Somerset, Anglia) – angielski snookerzysta.

## Kariera zawodowa
Adam Wicheard w gronie profesjonalistów grywa od 2010 roku, dzięki zajęciu pierwszego miejsca w angielskim rankingu amatorów na sezon 2009/2010.

### Sezon 2010/2011
W kwalifikacjach do turnieju Shanghai Masters 2010 odpadł już w pierwszej rundzie przegrywając z Patrickiem Wallace 1-5.